# ATCvet kod QG51
ATCvet code QG51 Antiinfektivi i antiseptici za intrauterinsku upotrebu su terapeutska podgrupa sistema za anatomsko terapeutsko hemijsku klasifikaciju za veterinarske medicinske proizvode. Ovaj sistem alfanumeričkih kodova je razvio  za klasifikaciju lekova i drugih medicinskih proizvoda za veterinarsku upotrebu.  Podgrupa QG51 je deo anatomske grupe QG Genitourinarni sistem i polni hormoni.
Nacionalna izdanja ATC klasifikacije mogu da obuhvataju dodatne kodove koji nisu prisutni na ovoj listi.

## QG51A Antiinfektivi i antiseptici za intrauterinsku upotrebu

### QG51AA Antibakterijski agensi
QG51AA01 Oksitetraciklin
QG51AA02 Tetraciklin
QG51AX03 Amoksicillin
QG51AA04 Gentamicin
QG51AX05 Cefapirin
QG51AA06 Rifaksimin
QG51AA07 Cefkvinom
QG51AA08 Hlortetraciklin
QG51AA09 Formosulfatiazol

### QG51AD Antiseptics
QG51AD01 Povidon-jod
QG51AD02 Polikresulen
QG51AD03 Peroksi-acetatna kiselina
QG51AD30 Kombinacije antiseptika

### QG51AG Antinfektivi i/ili antiseptici, kombinacije za intrauterinsku upotrebu
QG51AG01 Prokaine benzilpenicilin, dihidrostreptomicin i sulfadimidin
QG51AG02 Benzilpenicilin, dihidrostreptomicin i sulfadimidin
QG51AG03 Tetraciklin, neomicin i sulfadimidin
QG51AG04 Ampicilin i oksacilin
QG51AG05 Ampicilin i kloksacilin
QG51AG06 Oksitetraciklin i neomicin
QG51AG07 Ampicilin i kolistin